# Guo Chunfang
Guo Chunfang, född 4 januari 1979, är en friidrottare från Kina. Hon deltog vid olympiska sommarspelen 2000.